# 2014 في تونس
فيما يلي قوائم الأحداث التي وقعت خلال عام 2014 في تونس.

## أحداث
- 23 نوفمبر – الانتخابات الرئاسية التونسية 2014
- 26 أكتوبر – الانتخابات التشريعية التونسية 2014

## سياسة

### تعيين في المنصب
- 29 يناير – مهدي جمعة رئيس حكومة تونس.
- 31 ديسمبر – الباجي قائد السبسي رئيس الجمهورية التونسية.

### انتهاء فترة المنصب
- 2 ديسمبر – أحمد إبراهيم عضو المجلس الوطني التأسيسي التونسي 2011-2014.
- 2 ديسمبر – سلمى بكار عضو المجلس الوطني التأسيسي التونسي 2011-2014.
- 31 ديسمبر – المنصف المرزوقي رئيس الجمهورية التونسية.

## وفيات

### مارس
- 17 مارس – محمد صالح الجديدي (مواليد 1938) لاعب كرة قدم تونسي.

### أبريل
- 18 أبريل – الحبيب بولعراس (مواليد 1933) سياسي تونسي.
- 29 أبريل – الطاهر الشايبي (مواليد 1946) لاعب كرة قدم تونسي.

### يوليو
- 22 يوليو – صلاح الدين بن مبارك (مواليد 1936) سياسي تونسي.

### سبتمبر
- 12 سبتمبر – صالح المهدي (مواليد 1925) موسيقار و ملحن.
- 27 سبتمبر – عبد المجيد لكحل (مواليد 1939) ممثل تونسي.

### نوفمبر
- 6 نوفمبر – عبد الوهاب المدب (مواليد 1946) كاتب فرنسي.